# گزا هنی
گزا هنی (مجاری: Henni Géza؛ ۶ نوامبر ۱۹۲۶ – ۷ آوریل ۲۰۱۴) بازیکن فوتبال اهل مجارستان بود.
از باشگاه‌هایی که در آن بازی کرده‌است می‌توان به باشگاه فوتبال فرنتس‌واروش اشاره کرد.
وی به‌همراه تیم ملی فوتبال مجارستان به مقام قهرمانی فوتبال در بازی‌های المپیک تابستانی ۱۹۵۲ و نایب قهرمانی جام جهانی فوتبال ۱۹۵۴ دست پیدا کرده‌است.